# Lakers de South Bay
Les Lakers de South Bay (South Bay Lakers en anglais), sont une équipe de la NBA Gatorade League, ligue américaine mineure de basket-ball créée et dirigée par la NBA. L'équipe est domiciliée à El Segundo en Californie.

## Historique

### Débuts à Los Angeles
Le 21 avril 2006, le conseil d’administration de la NBA approuve la création d’une nouvelle équipe D-League qui est la propriété des Lakers de Los Angeles.
Un concours en ligne est organisé pour trouver le nom de la nouvelle équipe. Le 26 juillet, le nom de « D-Fenders de Los Angeles » est choisi. L'équipe doit dans un premier temps jouer ses rencontres au Staples Center, la salle des Lakers de Los Angeles.
Le 17 août 2006, Dan Panaggio, ancien entraîneur adjoint des Trail Blazers de Portland en NBA, est nommé entraîneur,. Il débute avec sa nouvelle franchise le 24 novembre par une rencontre à l’extérieur contre l’Arsenal d’Anaheim, une victoire. Le premier cinq sur le terrain est composé de Devin Green (en), Andre Joseph, Duane Erwin, Jackie Manuel (en) et Aloysius Anagonye.
Quelques mois plus tard, Jordan Farmar est le premier joueur assigné aux D-Fenders, le 1er avril 2007. Il est le premier joueur de l’histoire à prendre part à une rencontre NBA et D-League le même jour.
Sur ce premier exercice Los Angeles parvient presque à équilibrer son bilan, avec notamment Sean Banks qui a une moyenne de 18,5 points par rencontre. Ce n’est cependant pas suffisant pour atteindre les playoffs,.
Le 29 novembre 2007, après avoir joué deux rencontres pour des moyennes de 8,0 points, 6,5 rebonds et 4,0 contres, Jelani McCoy est appelé par les Nuggets de Denver pour jouer en NBA,.
La franchise remporte 64 % (32 victoires pour 18 défaites) de ses rencontres sur la saison et se qualifie pour ses premiers playoffs. Elle butte cependant en demi-finale face aux futurs vainqueurs, le Stampede d’Idaho. Le 10 avril 2008, Stéphane Lasme et Mouhamed Sene (Stampede) partagent la récompense de meilleur défenseur de l’année.
Les deux saisons qui suivent sont plus compliquées. Lors de la première, avec Panaggio aux commandes, l’équipe ne remporte que 38 % des rencontres. La saison suivante, avec Chucky Brown comme entraîneur, est pire, avec seulement 32 % de succès.
De fait, le 21 mai 2010, les Lakers décident de mettre la franchise en sommeil pour une année. Plusieurs facteurs à cela : 
- Les mauvais résultats ;
- La non-utilisation de l’équipe pour le développement des joueurs (aucun Laker n’a été assigné lors du dernier exercice) ;
- Le fait que les matchs se jouent souvent au Staples Center, 4 heures avant la rencontre NBA, devant moins de 100 spectateurs. Ceci a un impact non négligeable sur les recettes des guichets[9].

### De retour
Le 9 juin 2011, les Lakers annoncent le retour des D-Fenders. Ceux-ci vont jouer dans une autre salle, le Toyota Sports Center à El Segundo, une petite salle qui ne peut accueillir que 365 spectateurs.
Eric Musselman est le nouvel entraîneur. Il a déjà entraîné les Warriors de Golden State et les Kings de Sacramento.
Jamaal Tinsley, 34 ans, a été choisi en première position de la dernière draft de la ligue. L’équipe fait l’objet de 8 call-ups (joueur qui part jouer dans la division supérieure : la NBA) et de 6 assignations. Un vrai changement qui se traduit dans les résultats, 38 victoires pour 12 défaites et une première place de la conférence ouest. Malgré le départ en cours de saison de joueurs tels que Jamaal Tinsley, Ish Smith, Gerald Green ou encore Jamario Moon, ils parviennent à se qualifier pour les finales face aux Toros d’Austin. Ils sont battus en trois manches après avoir remporté le premier match. Musselman a réussi sa saison, il est nommé entraîneur de l’année. Quant aux D-Fenders, ils remportent une nouvelle récompense, qui honore l’équipe qui a le plus rempli l’objectif de développement de la ligue,.
Le 15 octobre 2012, Reggie Theus remplace Musselman au poste d'entraîneur. Les espoirs de continuité disparaissent vite, comme il l’avoue lui-même : « Tout ce que je peux dire est que c’est le travail d'entraîneur le plus difficile que j’ai jamais eu ». Il n’est pas simple de s’adapter à tous ces changements de joueurs. Courtney Forston essaie d’emmener l’équipe avec ses 17,8 points et surtout 7,1 passes (Leader de la ligue), mais les résultats ne suivent pas. Avec seulement 21 victoires, les D-Fenders manquent les playoffs.
Avant la saison 2013-2014, Mark Madsen, un ancien joueur NBA qui avait passé 3 ans aux Lakers, est nommé entraîneur de la formation de D-League. Il ne le reste pas longtemps, car avant même le premier match, il est rappelé par les Lakers. Bob MacKinnon, qui a déjà entraîné l’Armor de Springfield, les 14ers du Colorado et le Stampede d’Idaho, prend le relais le 7 août 2013.
Plusieurs records de la franchise sont battus cette année-là. Le 5 février 2014, les 155 points inscrits contre le Jam de Bakersfield constituent le nombre de points le plus élevé de l’histoire de l’équipe. Pour y parvenir, les D-Fenders marquent 26 tirs à trois points, là aussi un nouveau record.
Le record du nombre de points est amélioré trois fois, avec en point d’orgue les 56 points de Manny Harris le 8 février contre les Warriors de Santa Cruz. Le bilan est bon, 31 succès, 62 % de victoires, mais l'équipe est éliminée en playoffs, 2 à 0 au premier tour contre les Warriors.
Fin août 2014, Phil Hubbard est nommé entraîneur. Pour sa première expérience comme entraîneur, Hubbard n'arrive pas à emmener l'équipe jusqu’aux playoffs. Il a pourtant dans son effectif certains joueurs connus à ce niveau, comme Manny Harris (25,7 points de moyenne), Jabari Brown (24,4), Vander Blue (23,3) ou encore Roscoe Smith (18,1 et 11 rebonds). Avec seulement 34 % de victoires, ils terminent seulement quatrièmes de leur division,.
Les D-Fenders établissent trois records de la ligue le 20 décembre 2014. En battant les Bighorns de Reno, ils dépassent le record du nombre de points inscrits sur un match avec 175, sur un quart-temps avec 56, et sur une mi-temps avec 94. Les D-Fenders remportent le match 175 à 152.
Le 10 juin 2015, l’équipe embauche Conner Henry, champion D-League en titre et entraîneur de l'année avec les Mad Ants de Fort Wayne, comme nouvel entraîneur. Comme Madsen il ne reste pas, tenté par une proposition du Magic d'Orlando. Casey Owens (en), qui a été entraîneur adjoint aux D-Fenders prend les rênes de l’équipe. Il a à disposition un effectif de qualité, avec Vander Blue qui marque en moyenne 26,3 points (2e de la ligue), Ryan Gomes qui sera nommé joueur d’impact de l’année ou encore Josh Magette, meilleur passeur de la ligue (9,2 passes décisives). Après une saison régulière réussie, les D-Fenders se hissent jusqu’en finale. Ils tombent cependant face au Skyforce de Sioux Falls.
Après ce bel exercice, ils nomment le 12 septembre 2016 Coby Karl comme entraîneur. Fils de George Karl et ancien joueur de la franchise, il connaît là sa première expérience à ce poste. Vander Blue est toujours là, et emmène les siens vers la première place de la division Pacific, tout en inscrivant 24,8 points de moyenne et en remportant le titre de MVP de la saison. Les playoffs sont de nouveau au rendez-vous, mais les Vipers de Rio Grande Valley les éliminent dès le premier tour, deux succès à un.

### Nouveau nom
Le 22 janvier 2017, annonce est faite que les D-Fenders deviendront les Lakers de South Bay à l’issue de la présente saison. Un nouveau logo est dévoilé, reprenant celui de la franchise mère. L’équipe déménage aussi pour aller jouer au UCLA Health Training Center à El Segundo, qui devient aussi la salle d’entraînement de la formation mère,.
Coby Karl reste l’entraîneur de l’équipe pour la saison 2017-2018. Les leaders attendus sont toujours présents, mais cette fois Vander Blue ne brille pas autant. Lorsqu’il est libéré en milieu de saison, d’autres prennent le relais, comme Scott Machado. L’équipe termine seconde de la division Pacific, et se qualifie à nouveau pour les playoffs. Mieux, les Lakers parviennent jusqu’en finale de conférence. Comme en 2012, Austin se dresse sur leur route et les élimine.
En 2018-2019, pour la troisième année de Karl comme entraîneur, les Lakers sont moins bons. Si Andre Ingram évoque un collectif défaillant malgré de belles individualités, la formation n’y est pas côté attaque. Ils passent du top 4 à la 16e place dans ce domaine. Ils terminent la saison avec 42 % de victoires, classés quatrièmes de leur division.
À l’orée de l’exercice 2019-2020, Coby Karl est toujours sur le banc. Il est nommé entraîneur du mois en février avec une attaque marquant en moyenne 130,8 points. Les Lakers sont toutefois mal classés, malgré le retour de Pierre Jackson (20,8 points) la présence de noms connus comme Kostas Antetokounmpo, ou l’apport de fils d’anciennes stars NBA comme Gary Payton II ou David Stockton. L’épidémie de Covid-19 vient mettre un terme à cette saison compliquée, alors qu’ils ont remporté seulement 19 de leurs 44 rencontres disputées.

### Logos

Logo des D-Fenders de Los Angeles (2006–2017)
Logo des Lakers de South Bay (Depuis 2017)

## Résultats sportifs

### Palmarès
| Palmarès des D-Fenders de Los Angeles                               |
| - NBA Gatorade League - 10 participations - Finale : 2 (2012, 2016) |
| Palmarès des Lakers de South Bay                                    |
| - NBA Gatorade League - 2 participations - Néant                    |

### Saison par saison
| D-Fenders de Los Angeles  |                           |                           |              |              |              |                      |  |
| 2006–2007                 | Western                   | 5e                        | 23           | 27           | .460         |                      |  |
| 2007–2008                 | Western                   | 2e                        | 32           | 18           | .640         | Demi-finale          |  |
| 2008–2009                 | Western                   | 5e                        | 19           | 31           | .380         |                      |  |
| 2009–2010                 | Western                   | 9e                        | 16           | 34           | .320         |                      |  |
| 2010–11                   | N'a pas joué              | N'a pas joué              | N'a pas joué | N'a pas joué | N'a pas joué | N'a pas joué         |  |
| 2011–2012                 | Western                   | 1er                       | 38           | 12           | .760         | Finale               |  |
| 2012–2013                 | Western                   | 3e                        | 21           | 29           | .420         |                      |  |
| 2013–2014                 | Western                   | 1er                       | 31           | 19           | .620         | 1er tour             |  |
| 2014–2015                 | Pacific                   | 4e                        | 17           | 33           | .340         |                      |  |
| 2015–2016                 | Pacific                   | 2e                        | 27           | 23           | .540         | Finale               |  |
| 2016–2017                 | Pacific                   | 1er                       | 34           | 16           | .680         | 1er tour             |  |
| Lakers de South Bay       |                           |                           |              |              |              |                      |  |
| 2017–2018                 | Pacific                   | 2e                        | 28           | 22           | .560         | Finale de conférence |  |
| 2018–2019                 | Pacific                   | 4e                        | 21           | 29           | .420         |                      |  |
| Bilan en saison régulière | Bilan en saison régulière | Bilan en saison régulière | 307          | 293          | .512         |                      |  |
| Bilan en Playoffs         | Bilan en Playoffs         | Bilan en Playoffs         | 12           | 13           | .480         |                      |  |

## Personnalités et joueurs du club

### Entraîneurs successifs
Le tableau suivant présente la liste des entraîneurs du club depuis 2006.
| #                        | Entraîneur        | Période   | Saison régulière | Saison régulière | Saison régulière | Saison régulière | Playoffs | Playoffs | Playoffs | Playoffs | Récompenses                |
| #                        | Entraîneur        | Période   | M                | V                | D                | %                | M        | V        | D        | %        | Récompenses                |
| ------------------------ | ----------------- | --------- | ---------------- | ---------------- | ---------------- | ---------------- | -------- | -------- | -------- | -------- | -------------------------- |
| D-Fenders de Los Angeles |                   |           |                  |                  |                  |                  |          |          |          |          |                            |
| 1                        | Dan Panaggio (en) | 2006-2009 | 150              | 74               | 76               | .493             | 2        | 1        | 1        | .500     |                            |
| 2                        | Chucky Brown      | 2009-2010 | 50               | 16               | 34               | .320             | -        | -        | -        | -        |                            |
| 3                        | Eric Musselman    | 2011–2012 | 50               | 34               | 16               | .680             | 7        | 5        | 2        | .714     | Entraîneur de l'année 2012 |
| 4                        | Reggie Theus      | 2012-2013 | 50               | 21               | 29               | .420             | -        | -        | -        | -        |                            |
| 5                        | Bob MacKinnon     | 2013-2014 | 50               | 31               | 19               | .620             | 2        | 0        | 2        | .000     |                            |
| 6                        | Phil Hubbard      | 2014-2015 | 50               | 17               | 33               | .340             | -        | -        | -        | -        |                            |
| 7                        | Casey Owens (en)  | 2015-2016 | 50               | 27               | 23               | .540             | 8        | 4        | 4        | .500     |                            |
| 8                        | Coby Karl         | 2016-2017 | 50               | 34               | 16               | .680             | 3        | 1        | 2        | .333     |                            |
| Lakers de South Bay      |                   |           |                  |                  |                  |                  |          |          |          |          |                            |
| 9                        | Coby Karl         | 2016-     | 100              | 49               | 51               | .490             | 3        | 2        | 1        | .667     |                            |

### Effectifactuel[Quand?]
| Lakers de South Bay Effectif actuel |                 |                     |                   |
| Entraîneur : Phil Hubbard           |                 |                     |                   |
| 2                                   | Zach Andrews    | Bradley             | Ailier fort       |
| 4                                   | Naadir Tharpe   | Kansas              | Meneur            |
| 9                                   | Vander Blue     | Marquette           | Arrière           |
| 10                                  | Jamaal Franklin | San Diego State     | Arrière           |
| 11                                  | Andre Ingram    | American University | Arrière-Meneur    |
| 14                                  | Roscoe Smith    | UNLV                | Ailier            |
| 18                                  | Josiah Turner   | Arizona             | Meneur            |
| 22                                  | Eloy Vargas     | Kentucky            | Pivot             |
| 23                                  | Travis Hyman    | Bowie State         | Pivot             |
| 24                                  | Ater Majok      | Connecticut         | Ailier fort-Pivot |
| 34                                  | Alfred Aboya    | UCLA                | Ailier fort-Pivot |